# 한국정보산업연합회
한국정보산업연합회(The Federation of Korean Information Industries, FKII)는 정보 및 통신 기술을 통한 산업의 지식정보화, 기업경영의 디지털화, 산업간 융합화를 촉진하기 위하여 설립된 민간단체이다. 정보화 사회 진입과 정보산업 육성 및 정보산업 관련 기업 지원을 위해 약 50개 정보산업 관련 기업들이 주축이 되어 1983년 5월 26일 설립됐다. 
1994년 국내 최초 SW관련 시상제도인 ‘신SW상품대상’ 운영기관으로 지정돼 수많은 SW기업의 개발의욕을 고취하고 홍보 및 품질개선지원 등 다양한 마케팅 활동을 지원했다. 1997년 ‘한국CIO포럼’을 창립해 산업계 및 공공기관 주요 CIO·CDO·CISO 600여명이 참여하는 국내 최대 CIO 전문단체로 성장시켰다. 또 ICT멘토링, 스마트해상물류 ICT멘토링, SW마에스트로 과정, ICT 학점연계 프로젝트 인턴십 등 인력양성 사업을 통해 매년 5000명이 넘는 우수 인재를 산업계에 공급하고, 양성된 전문인력과 IT기업간 수급 및 채용연계 활동도 추진하고 있다.
또한 한국을 대표해 ASOCIO(아시아대양주정보산업기구)와 WITSA(세계혁신기술서비스연맹)에 가입해 활동하며 일본, 베트남 등 주요국과의 다자간 협력 활동을 꾸준히 진행하며 한국의 IT 리더십을 확산하고 있다. 1983년 설립 당시 회원사 50곳서 지금은 회원사·협력사 700여곳에 달한다. 사무실은 서울특별시 강남구 테헤란로 222 도원빌딩 3, 4층에 있다.

## 설립 근거
- 민법 제32조 (비영리법인의 설립 허가)

## 연혁
- 1979년 03월,   정보산업협의회 창립 - 전경련 산하
- 1983년 05월,   사단법인 한국정보산업협회로 독립, 발족 - 1~3대 정주영 회장
- 1984년 10월,   아세아-대양주정보산업기구(ASOCIO) 공동 창립
- 1988년 02월,   한국정보산업연합회로 회명 개칭

- 1994년 10월,   신SW상품대상 제정 시행(대통령상)
- 1997년 04월,   한국CIO포럼 창립
- 1997년 10월,   제15대 대통령후보 초청 정보화정책포럼 개최
- 2000년 12월,   ASOCIO 서울 총회 및 심포지움 개최
- 2002년 11월,   제16대 대통령후보 초청 IT정책포럼 개최
- 2003년 02월,   임베디드소프트웨어·시스템산업협회 창립
- 2003년 11월,   제1회 임베디드소프트웨어 경진대회 개최
- 2004년 01월,   CRM·BI협의회 런칭
- 2004년 03월,   산학협업 ICT멘토링 제도 시행
- 2007년 11월,   제17대 대통령후보 초청 IT정책포럼 개최

- 2010년 11월,   소프트웨어마에스트로 과정 시행
- 2010년 11월,   G20 ICT Innovation Forum 개최
- 2012년 03월,   IT서비스미래포럼 및 SW미래포럼 창립
- 2012년 09월,   IT이노베이션대상 지식경제부장관상 수상
- 2015년 03월,   ICT학점연계 프로젝트 인턴십 시행
- 2016년 05월,   ASOCIO 서울 정례회의 개최
- 2017년 03월,   Journal of ICT Leaders(계간지) 창간
- 2018년 09월,   스마트카기술포럼 창립

- 2020년 04월,   사무국 이전(상암동 누리꿈스퀘어 → 역삼동 도원빌딩)
- 2020년 05월,   디지털리더십포럼 조찬 강연회 런칭

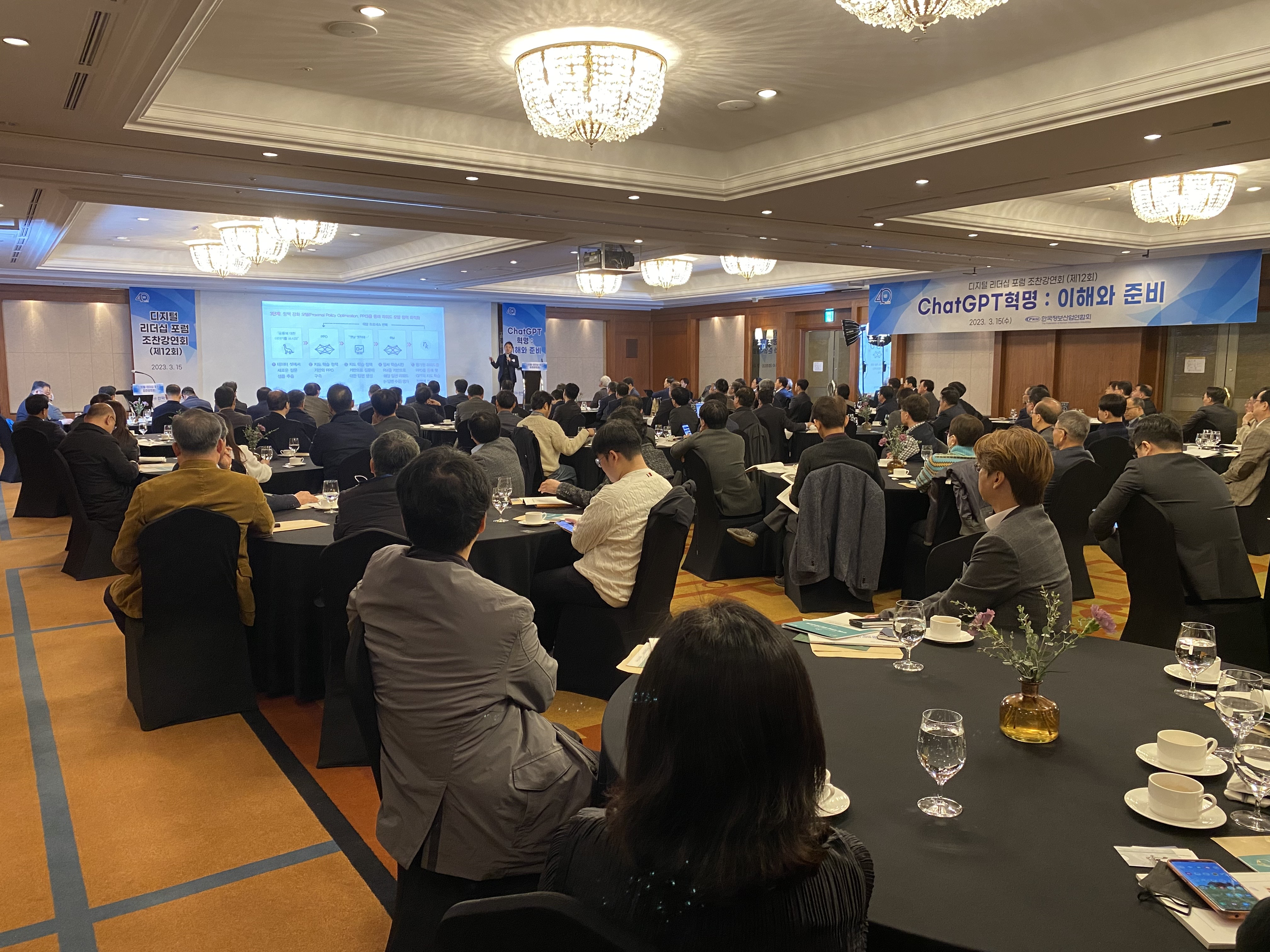
디지털리더십포럼 조찬 강연회(제12회)

- 2021년 03월,   신산업융합형 임베디드시스템 전문인력 양성사업 런칭
- 2021년 07월,   제18대 회장(정진섭 오픈베이스 회장) 중임
- 2022년 07월,   디지털 전문인력 매칭 지원 업무협약 체결
- 2022년 12월,   2023 디지털 비즈니스 트렌드 전망 발표
- 2023년 02월,   창립 40주년 기념식 개최
- 2023년 09월,   CIO DX컨퍼런스 개최
- 2023년 11월,   ASOCIO Digital Summit 2023 개최

## 주요 업무
- 디지털·AI 정책 및 제도개선 건의
- ICT 융합 촉진 및 타 산업계 디지털트랜스포메이션 확산
- ICT분야 일자리 창출 및 산업계에 최적화된 인력 양성
- ICT분야 국제협력 및 해외진출 지원
- ICT관련 정부과제 수탁 및 대행
- 국내외 ICT 단체·연구기관과 업무 제휴 및 공동사업 전개

## 회원서비스
- 산업계 현안 해결 및 최신 정보 제공
- 경영역량 제고 및 네트워킹 제공
- 성공 비즈니스 지원
- 디지털 리더 양성 및 인재 공급

## 산하기구
- 한국CIO포럼
- 임베디드SW·System산업협회
- 스마트카미래포럼
- CRM·BI협의회
- SW미래포럼